# ایرینا سلیوتینا
 ایرینا سلیوتینا (انگلیسی: Irina Selyutina؛ زادهٔ ۷ نوامبر ۱۹۷۹) یک تنیس‌باز اهل قزاقستان است.